# Thomas Bernhard

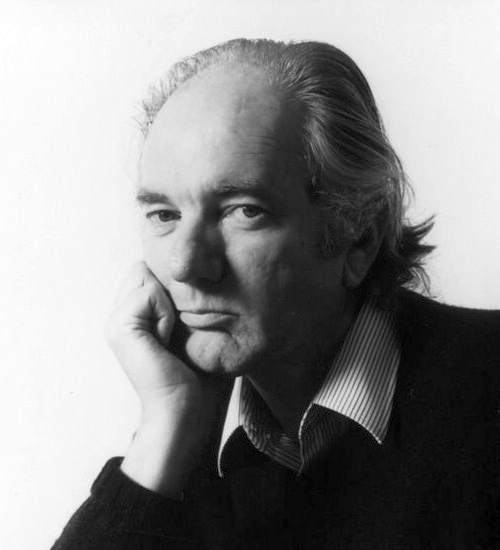
Thomas Bernhard (1987)

Nicolaas Thomas Bernhard (* 9. Februar 1931 in Heerlen, Niederlande; † 12. Februar 1989 in Gmunden, Oberösterreich) war ein österreichischer Schriftsteller. 1970 erhielt er den Georg-Büchner-Preis; seit den 1980er-Jahren wird er, in 42 Sprachen übersetzt, international zu den bedeutendsten österreichischen und deutschsprachigen Autoren gerechnet.

## Leben

### Familie
Thomas Bernhard wurde als nichteheliches Kind in Heerlen (Niederlande) geboren, wo seine Mutter Herta Bernhard (1904–1950) als Haushaltshilfe arbeitete. Sie war die Tochter Anna Bernhards und des Salzburger Schriftstellers Johannes Freumbichler.
Thomas Bernhards Vater war der aus Henndorf am Wallersee stammende Bauernsohn und Tischler Alois Zuckerstätter (1905–1940), den Herta Bernhard aus der Volksschule kannte. Zuckerstätter heiratete am 25. Mai 1938 in Berlin die in Frankfurt an der Oder geborene Hedwig Herzog. Dieser Ehe entstammte die Tochter Hilda, die ihren Halbbruder überlebte und erst zwei Wochen nach dessen Tod von seiner Existenz erfuhr. Thomas Bernhard lernte seinen Vater nie kennen. Zuckerstätter wurde, obwohl er die Vaterschaft bestritt, 1939 vom Amtsgericht Berlin-Mitte als Vater festgestellt. Allerdings weigerte er sich, Alimente zu zahlen. Seine Ehe mit Hedwig Herzog wurde am 13. März 1940 geschieden.
Über den Tod seines leiblichen Vaters, der am 2. November 1940 in Berlin durch eine Gasvergiftung starb, wobei man Suizid vermutete, erfuhr Bernhard nichts Genaues. Er vermutete, dass sein Vater mit 43 Jahren in Frankfurt an der Oder umgekommen sei, und erzählte, er habe in der Familie den Vornamen Alois nie aussprechen dürfen. Seine Mutter litt unter der äußerlichen Ähnlichkeit des Kindes mit seinem Vater.

### Kindheit

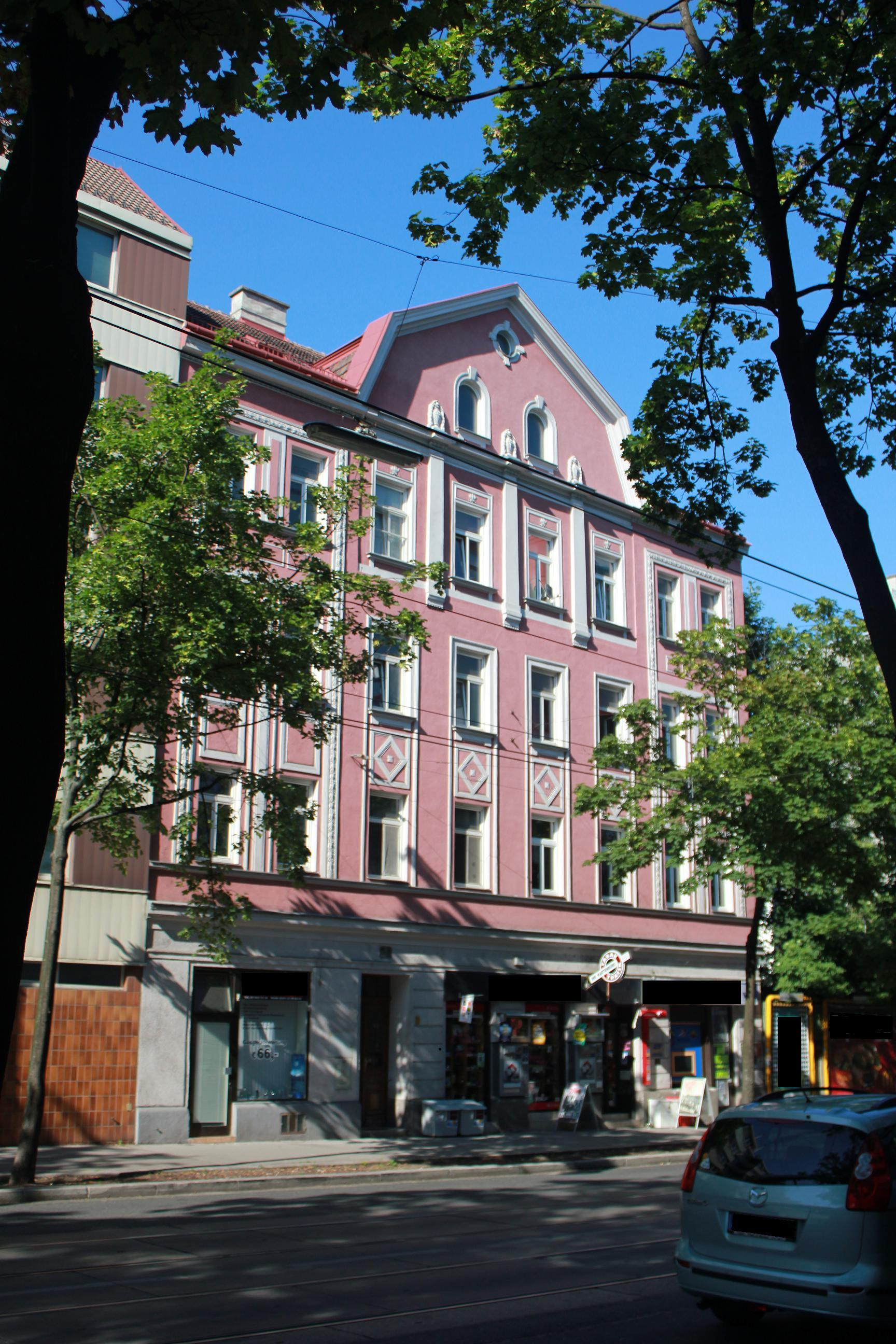
Wohnhaus Wien 16., Wernhardtstraße 6

Bis Herbst 1931 verblieb Thomas auf einem Fischkutter bei Rotterdam. Im September schickte ihn seine Mutter zu ihren Eltern; er lebte dann in der Wernhardtstraße 6 im 16. Bezirk (Ottakring) von Wien. Die schlechte finanzielle Situation veranlasste seine Großeltern 1935, gemeinsam mit dem damals 4-jährigen Thomas von Wien nach Seekirchen am Wallersee, ganz in die Nähe des Geburtsortes von Großvater und Vater, Henndorf, zu ziehen. Die Zeit dort beschrieb Bernhard im Rückblick als die glücklichste seines Lebens. Seine Mutter heiratete 1936 in Seekirchen den Wiener Friseurgesellen Emil Fabjan; mit ihm und ihrem Sohn übersiedelte sie 1937 nach Traunstein in Oberbayern, etwa dreißig Kilometer jenseits der Salzburger Grenze. Am 15. April 1938 wurde Thomas Bernhards Halbbruder Peter Fabjan, am 12. Juni 1940 seine Halbschwester Susanne Fabjan geboren.

### Nationalsozialistische Erziehungseinrichtungen
1943 wurde Bernhard in ein nationalsozialistisches Erziehungsheim in Saalfeld geschickt. Man hatte in der Familie das von einer Sozialbetreuerin empfohlene salzburgische Saalfelden, wo er sich erholen sollte, mit dem thüringischen Saalfeld verwechselt. Die in Saalfeld gemachten traumatischen Erfahrungen flossen in Bernhards autobiografische Erzählungen ein. Seit April 1944 war er im NS-Internat „Johanneum“ in Salzburg untergebracht. Hier ermöglichte ihm sein Großvater Violinunterricht bei Georg Steiner, einem Mitglied des Mozarteum-Quartetts. Nach schweren Bombenangriffen kehrte Bernhard nach Traunstein zurück. Erst nach Kriegsende besuchte er wieder das mittlerweile wie vor 1938 katholische „Johanneum“.
Am 2. August 1945 vermerkt Johannes Freumbichler in einem Notizbuch einen Suizidversuch seines Enkels Thomas Bernhard; am 2. Mai 1948 folgt ein weiterer.

### Nach 1945
1946 übersiedelte die ganze Familie in den Salzburger Stadtteil Aiglhof in die Radetzkystraße 47. Der Großvater setzte sich nachhaltig für eine künstlerische Ausbildung Bernhards ein. 1946 endete seine Schullaufbahn im Salzburger Akademischen Gymnasium; Bernhard brach die Schule ab und absolvierte von 1947 an eine Lehre als Einzelhandelskaufmann in dem Kolonialwarenladen von Karl Podlaha in der Salzburger Scherzhauserfeldsiedlung, einer Armensiedlung. Heute ist der Gang, an dem der Laden in einem Keller lag, nach Thomas Bernhard benannt. Er schilderte diese Zeit in seinem autobiografischen Text Der Keller (1976). Er ging damals, wie er schrieb, „in die entgegengesetzte Richtung“. In seinen autobiografischen Erzählungen bezeichnete er später die Institution Schule als „Geistesvernichtungsanstalt“.
Im Jänner 1949 bekam Thomas Bernhard eine tuberkulöse, nasse Rippenfellentzündung, die ihn beinahe das Leben kostete. Der geliebte Großvater lag zur selben Zeit im St.-Johanns-Spital und starb im Februar an akutem Nierenversagen. Die Mutter starb am 13. Oktober 1950 an Gebärmutterkrebs.

### Entwicklung zum Schriftsteller und seine beiden „Lebensmenschen“
Prägend für Bernhards Entwicklung als Schriftsteller war die Zeit, die er in frühester Kindheit bei seinem Großvater Johannes Freumbichler verbracht hatte, dazu das Gefühl, von seiner Mutter alleingelassen, ungeliebt, unerwünscht zu sein, vom Vater verleugnet. Dazu kam ein schweres Lungenleiden und später das „Boeck-Besnier-Schaumann-Syndrom“ (Morbus Boeck), in dessen Verlauf es zu einer dilatativen Kardiomyopathie, einer „Herzerweiterung“, kam. In einem Filmgespräch an drei Tagen mit Ferry Radax, einem seiner selten gewährten Interviews, erläuterte Bernhard 1970 den Einfluss seines persönlichen Lebenshintergrundes auf sein Werk.
Es gab in seinem Leben, wie er sagte, zwei für ihn „existenzentscheidende“ Menschen: seinen Großvater, der ihm den Sinn für die Philosophie, für das „Höchste, Allerhöchste“ mitgegeben und der ihm Montaigne, Schopenhauer und Pascal nähergebracht hatte, und seinen „Lebensmenschen“ Hedwig Stavianicek, geb. Hofbauer (1894–1984). Mit ihr verband ihn bis zu ihrem Tod eine innige Beziehung und Freundschaft. Hedwig Stavianicek aus großbürgerlicher Herkunft war in zweiter Ehe von 1933 bis zu dessen Tod 1944 mit dem klassisch gebildeten Ministerialrat Franz Stavianicek verheiratet. 1950 hatte die um 37 Jahre ältere Frau Bernhard während seines Aufenthalts in der Lungenheilstätte Grafenhof in St. Veit im Pongau in der dortigen Kirche singen hören und drei Jahre später auch persönlich kennengelernt, ab 1954 ist der briefliche Kontakt gesichert. Ab 1955 folgten auch gemeinsame Reisen. Die „Tante“ wurde für Bernhard zunächst zur Förderin und führte ihn in die Wiener Gesellschaft ein. Ab 1965 besuchte sie ihn häufig für einige Wochen auf seinem Bauernhof in Obernathal bei Ohlsdorf (Oberösterreich). Bereits selbst erkrankt und äußerst geschwächt, pflegt er die mittlerweile bettlägerige Freundin in ihrer Wohnung über Wochen bis zu ihrem Tod, den er in dem Roman Alte Meister. Eine Komödie als den Tod der Frau des Protagonisten verarbeitete.

### 1950er Jahre
1950 veröffentlichte Bernhard unter dem Pseudonym Thomas Fabian die Kurzgeschichte Das rote Licht – damit begann seine lebenslange schriftstellerische Tätigkeit. Der Tod und die Relativierung aller anderen Werte angesichts der steten Bedrohung durch ihn wurden in seinen Werken zu einem der wichtigsten Motive. Seine Romane, die autobiografischen Erzählungen und ein Gedichtband tragen Titel wie In hora mortis, Frost, Die Kälte, Verstörung und Auslöschung.
Während der 1950er Jahre arbeitete Bernhard als Journalist, u. a. von 1952 bis 1955 als freier Mitarbeiter bei der sozialistischen Tageszeitung Demokratisches Volksblatt, und war gleichzeitig als freier Schriftsteller tätig. Im Salzburger Mozarteum nahm er Unterricht in Schauspielkunst und Dramaturgie und in Musiktheorie bei Theodor W. Werner. Ende 1954 trat Bernhard auf Anregung des Chefredakteurs des Demokratischen Volksblatts Josef Kaut der SPÖ bei, bereute dies jedoch schon am nächsten Tag und sandte das Parteibuch zurück. Anschließend beendete er auch die Arbeit für das Volksblatt.
Am 9. November 1954 hielt Bernhard in Salzburg einen Vortrag, dessen bis dahin unbekanntes Manuskript im Jahr 2009 vom Cheflektor des Suhrkamp Verlags entdeckt wurde. Im Vortrag drückte Bernhard seine Bewunderung für Arthur Rimbaud aus; er schrieb, Rimbaud sei „keusch und tierhaft zugleich“ gewesen. Dies ist die früheste bekannte Äußerung Bernhards zu seinem Selbstverständnis als Autor sowie zum staatlichen Kulturbetrieb; er verhöhnt darin einen „Herrn vom Kulturamt“, der sich bei Dichterlesungen wichtigtuerisch vor den Autor schiebt.
1957 trat Thomas Bernhard mit dem Gedichtband Auf der Erde und in der Hölle als Lyriker auf. Auf dem Tonhof des Komponisten Gerhard Lampersberg in Maria Saal kam Bernhard zwischen 1957 und 1959 (nach Oliver Bentz bis Sommer 1960) in Kontakt mit Schriftstellerkollegen wie H. C. Artmann, Christine Lavant, dem jungen Peter Turrini und Wolfgang Bauer zusammen. Lampersberg und seine Frau hegten ihm gegenüber später ambivalente Gefühle, die sich anlässlich der Veröffentlichung von Holzfällen zu einer offenen Feindschaft entwickelten. 1984 erwirkte Lampersberg, den Roman seines ehemaligen „Schützlings“ gerichtlich zu beschlagnahmen, da er sich in der Figur des Auersberger wiedererkannte. Seit 1953 bestand eine enge Freundschaft mit dem Kunsthistoriker und Schriftsteller Wieland Schmied sowie mit dem Maler Hundertwasser.

### Ab 1960 – Vierkanthof und Kaffeehaus

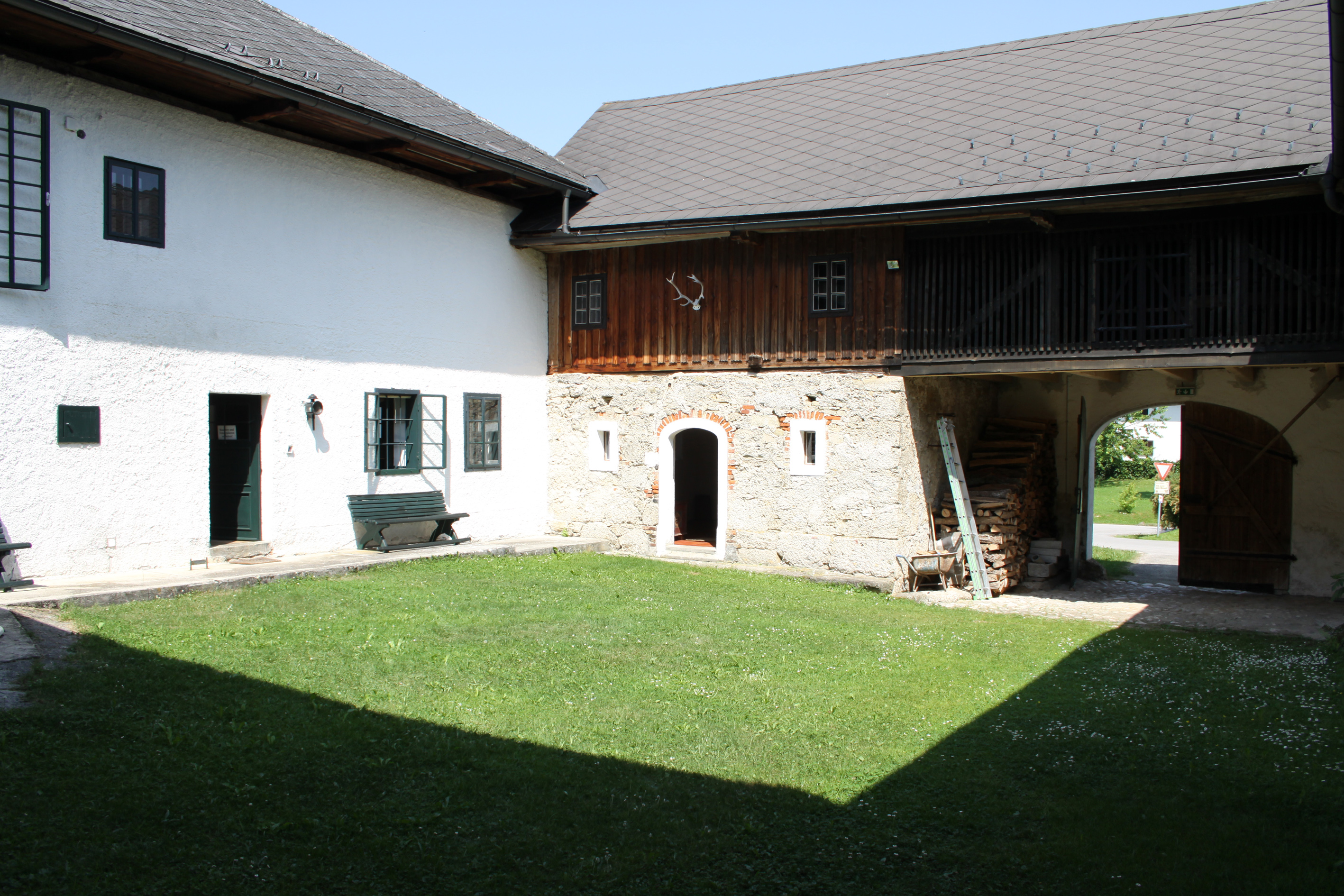
Vierkanthof in Obernathal, Innenhof

Das Preisgeld des Bremer Literaturpreises, den er 1965 für seinen Roman Frost erhalten hatte, ermöglichte ihm im selben Jahr über den Realitätenhändler (= Immobilienmakler) Ignatz Hennetmair die Anzahlung zum Kauf des 700 Jahre alten Vierkanthofes in Obernathal. Bernhard beschrieb diesen Vorgang eingehend in seinem postum erschienenen Band Meine Preise sowie in Andeutungen im Roman Ja. Von 1965 an lebte Bernhard dort, wenn er nicht in Wien oder auf Reisen war. Auf dem Altenteil mit Wohnrecht lebte dort auch die Altbäuerin Anna Reisenberger, die „schicksalhaft für sein weiteres Leben und Schreiben“ wurde.
Weitere erworbene Liegenschaften waren die „Krucka“, „ein kleines Almhaus am Grasberg bei Altmünster“ sowie ein Wohnhaus in Ottnang, „fern vom nächsten Ort am Waldrand gelegen“
Von 1974 bis 1987 war Bernhard Mitglied des Österreichischen Bauernbundes, einer Teilorganisation der konservativen ÖVP. Dies wurde erst nach seinem Tod öffentlich bekannt.
Bernhard liebte es, neben der Schreibarbeit ausgedehnte Spaziergänge zu unternehmen. Bernhards Leidenschaft für Kaffeehäuser führte ihn in Wien in das Café Bräunerhof, das sein Stammcafé wurde. Auch in Gmunden und Salzburg suchte er häufig Cafés auf, die ihm zur „zweiten Wohnstube“ wurden.

### Tod
Ende November 1988 erlitt Bernhard eine Lungeninfektion. Sein Halbbruder Peter Fabjan, in Gmunden niedergelassener Facharzt für Innere Medizin, betreute ihn auf seinen ausdrücklichen Wunsch zu diesem Zeitpunkt bereits rund zehn Jahre. Am 12. Februar 1989 starb Thomas Bernhard in seiner Gmundner Wohnung an Herzversagen.

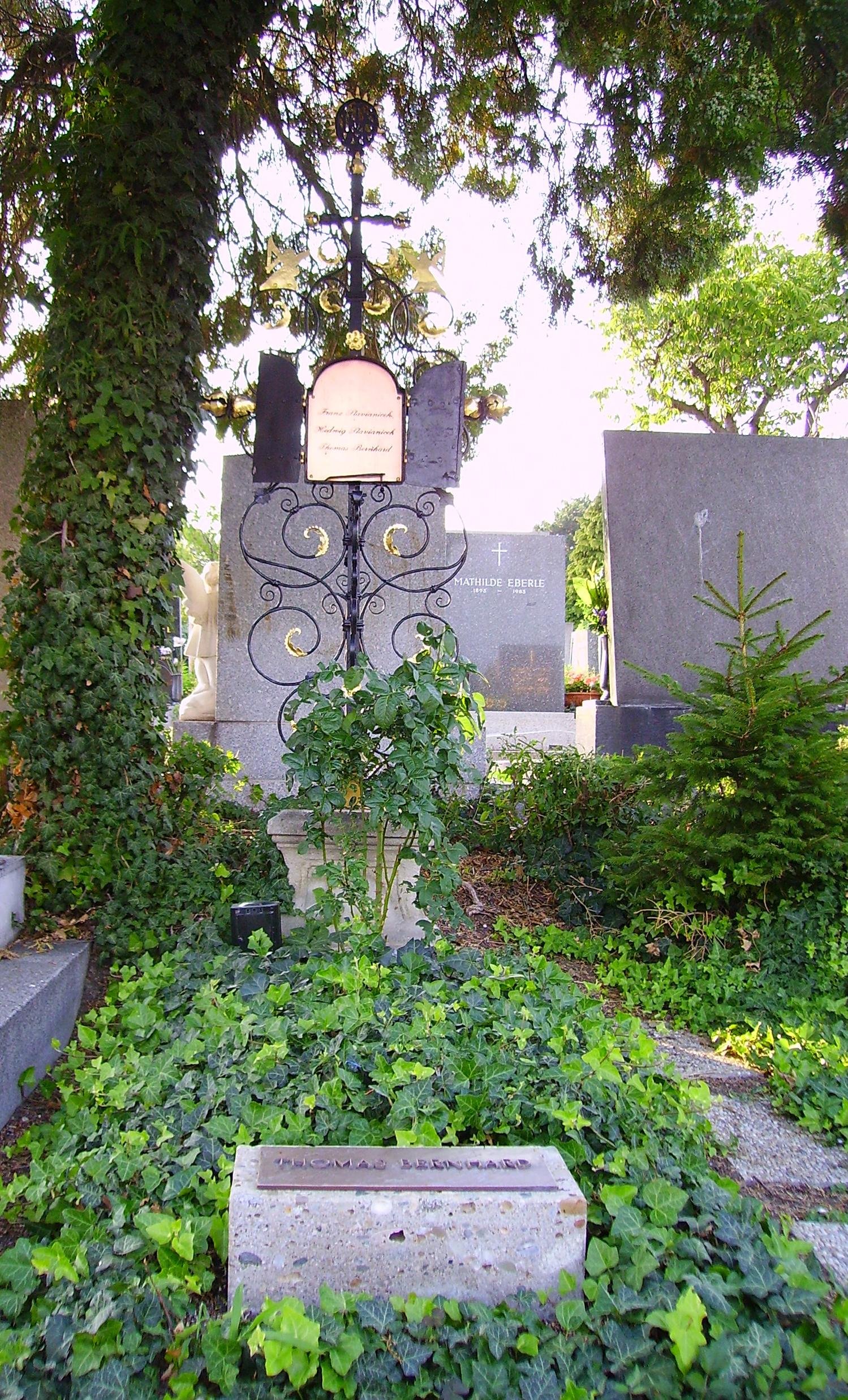
Grabstelle, Namenstafel geöffnet

Am 16. Februar wurde er im Grab seines „Lebensmenschen“ Hedwig Stavianicek auf dem Grinzinger Friedhof in Wien beerdigt, wunschgemäß nur in Anwesenheit seines Halbbruders Peter Fabjan, der Halbschwester Susanna Kuhn, geb. Fabjan, und des Stiefvaters Emil Fabjan. Die Nachricht von seinem Tod sollte der Öffentlichkeit erst nach der Beerdigung bekanntgegeben werden, was nicht ganz gelang. Sein Grabstein ist mehrfach beschädigt und die Grabtafel gestohlen worden.

## Literarischer Stil
Viele Romane und Erzählungen Bernhards bestehen zum Großteil oder zur Gänze aus Monologen des Ich-Erzählers und einem fiktiven stummen oder beinahe stummen Zuhörer oder Schüler, wie zum Beispiel dem Erzähler Franz-Josef Murau und seiner Schülerfigur Gambetti im späten Hauptwerk Auslöschung. Anlässlich einer häufig überspitzt und grotesk dargestellten Alltagssituation oder einer von ihm selbst konstruierten philosophischen Frage referiert der Ich-Erzähler seine Sicht der Dinge. Auch in Bernhards Dramen findet sich häufig eine ähnliche Konstellation.
Bernhard spielt bevorzugt mit den Stilmitteln der Suada, der monologisierenden Rede, der Polemik und des Kontraintuitiven. In den Prosawerken erzielt Bernhard eine Distanzierung von den oft heftigen Tiraden des Monologisierenden, die durch das Stilmittel der Wortwiederholung auf die Spitze getrieben werden, indem er sie den stillen Zuhörer sozusagen aus zweiter Hand wiedergeben lässt. Einschaltungen wie „sagte er“, „so Reger“ etc. sind kennzeichnend für den Stil Bernhards.
Die Monologisierenden sind nicht selten Wissenschaftler, durchweg – um Bernhards eigene Terminologie zu verwenden – „Geistesmenschen“, die in langen Schimpftiraden gegen die „stumpfsinnige Masse“ Stellung beziehen und mit ihrem scharfen Verstand alles angreifen, was dem Österreicher traditionell „heilig“ ist: den Staat selbst, den Bernhard gerne als „katholisch-nationalsozialistisch“ bezeichnet; anerkannte österreichische Institutionen wie das Wiener Burgtheater, allseits verehrte Künstler etc.
Bernhards Hauptfiguren setzen in kategorischen Behauptungen ihre Aussagen oft absolut. Kennzeichnend für die Monologe seiner Protagonisten sind Ausdrücke wie „naturgemäß“, „alle“, „nichts“, „immer nur“, „fortwährend“, „durchaus“ etc. Von vornherein schalten sie mit Sätzen wie „darüber gibt es doch gar nichts zu diskutieren“, „da kann man sagen, was man will“ u. ä. jeden möglichen Einwand aus.
Ein besonderes stilistisches Merkmal von Bernhards Prosa ist eine Technik der Steigerung, der Übertreibung, des sich Hineinsteigerns beziehungsweise des sich Versteigens in fixe Ideen, was jeweils sehr kunstvoll durch eine Wiederholungstechnik orchestriert wird, in der bestimmte Themen, Versatzstücke und abfällige Bezeichnungen mit hoher Frequenz wiederholt (aber immer auch leicht variiert) und dabei immer weiter gesteigert werden. Diese Technik Bernhards ist Kompositionsmethoden der Barockmusik und der seriellen Musik verwandt, solche Passagen sind oft komische Höhepunkte seiner Werke. Seine Sprache hat eine starke melodische Wirkung.

## Themen und biographische Bezüge

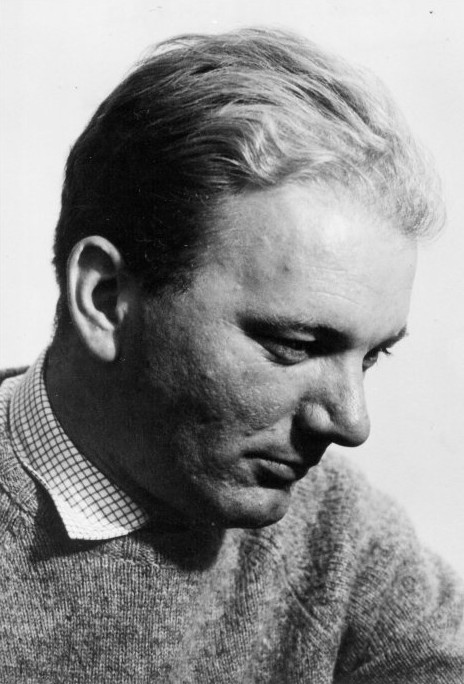
Thomas Bernhard 1970

Bernhards Texte sind einerseits gallige oder komische Ergüsse gegen alles und jeden, andererseits autobiographische Bezüge. Obwohl es zahlreiche Parallelen zwischen den Protagonisten und Bernhard gibt, handelt es sich immer um Rollenprosa. Es geht in den Romanen oft um die Tragik, die Vereinsamung, die Selbstzersetzung eines Menschen, der nach Vollkommenheit strebt. Ein immer wiederkehrendes Thema ist die Vollkommenheit der Kunst sowie ihre Unmöglichkeit, da nach Bernhard Vollkommenheit den Tod bedeutet. Bernhard stellt philosophischen Passagen sehr oft alltägliche, oft geradezu banale Betrachtungen gegenüber.
In seinen Werken lässt sich Bernhard immer wieder über die „bessere Gesellschaft“ Wiens und Salzburgs aus, die er oft mit ätzender und schmähender Kritik überzieht. Österreich beschreibt er gern als Land der Spießer, wobei er die Verhältnisse in finstersten Farben schildert. Salzburg galt ihm als "Todesmuseum". Viele Personen des öffentlichen Lebens, aber auch zahlreiche Bekannte Bernhards, fühlten sich parodiert oder verunglimpft. All dies bewirkte, dass viele seiner Veröffentlichungen und Theaterpremieren Skandale und Tumulte auslösten.
Bernhard verarbeitete seine Kindheit und Jugend literarisch in fünf autobiografischen Werken: Die Ursache, Der Keller, Der Atem, Die Kälte und Ein Kind.

## Zusammenarbeit mit Claus Peymann

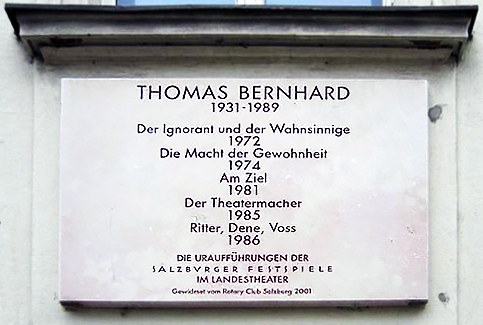
Gedenktafel: Uraufführungen von Thomas-Bernhard-Stücken am Salzburger Landestheater

Die meisten Theaterstücke Thomas Bernhards wurden in der Regie Claus Peymanns uraufgeführt. Zwischen dem Theatermann und dem Autor bestand seit etwa 1969 eine spannungsvolle Freundschaft.
Das erste Bernhard-Stück, das Peymann auf die Bühne brachte, war Ein Fest für Boris. Die Uraufführung fand am 29. Juni 1969 am Deutschen Schauspielhaus Hamburg statt. Es folgte am 29. Juli 1972 die Uraufführung Der Ignorant und der Wahnsinnige am Landestheater Salzburg. Hier erfolgte der Streit um die Verdunkelung des Zuschauerraums (siehe nächster Abschnitt).
Bis 1988 verantwortete Peymann zwölf weitere Uraufführungs-Inszenierungen von Bernhards Stücken in Salzburg, Stuttgart, Bochum und Wien. Als Direktor des Wiener Burgtheaters ab 1986 begann er seine Spielzeit mit dem Theatermacher, auch das erfolgreiche und in der Öffentlichkeit viel debattierte Stück Heldenplatz brachte er in seiner Direktion heraus. Drei Monate nach der Premiere verstarb Bernhard.
Bernhard schrieb ein Dramolett über seine Beziehung zu Peymann: Claus Peymann kauft sich eine Hose und geht mit mir essen. In der Aufführung des Burgtheaters spielte Peymann sich selbst. Er lud außerdem Benjamin von Stuckrad-Barres Persiflage Claus Peymann kauft sich keine Hose, geht aber mit essen ans Berliner Ensemble ein, wo er als Intendant (1999 bis 2017) regelmäßig Bernhard-Stücke inszenierte (u. a. Der deutsche Mittagstisch, Dramolette, Premiere am 19. Dezember 2003, Die Macht der Gewohnheit mit Jürgen Holtz, 2015).

## Öffentliche Debatten

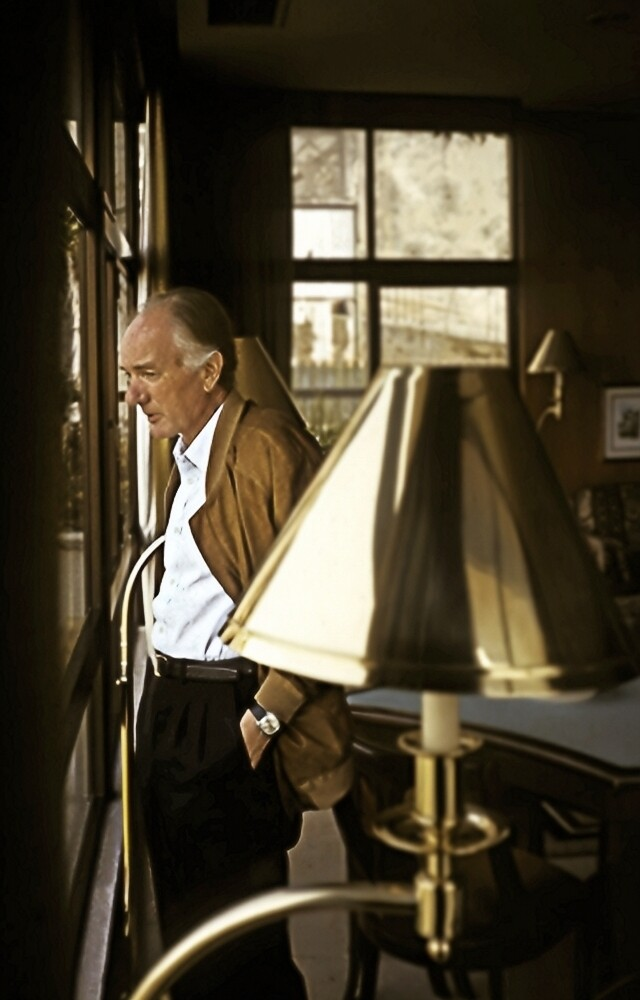
Thomas Bernhard (1987)

Bernhard provozierte vor allem in seiner österreichischen Heimat immer wieder heftige Kritik, viele seiner Aufführungen wurden von publikumswirksamen Skandalen überschattet, die Politik, Boulevardpresse und Kunstbetrieb gleichermaßen in Atem hielten. Die in seinen Texten beschriebene Abneigung gegenüber Österreich löste regelmäßig heftige Gegenreaktionen aus, die Kronen-Zeitung und populistisch agierende Politiker forderten lauthals Aufführungsverbote und die Ausbürgerung Bernhards – der pauschale Vorwurf des „Vaterlandsverräters“ und „Nestbeschmutzers“ war öfter zu hören. Manche seiner Kritiker erhitzten sich an der als wenig konfliktscheu und narzisstisch empfundenen Persönlichkeit Bernhards, der nicht davor zurückscheute, die Pauschalvorwürfe seiner Literatur öffentlich zu wiederholen. Die öffentliche Entrüstung steigerte den Buchabsatz Bernhards erheblich und machte ihn schnell bekannt.
Der erste Vorfall, der Bernhard in die Schlagzeilen brachte, war der sogenannte Staatspreis-Skandal, der am 4. März 1968 im Wiener Unterrichtsministerium seinen Ausgang nahm: Bei der Verleihung der Staatspreise für das Jahr 1967 sagte Bernhard, statt eine Fest- und Dankesrede zu halten:

„Es ist alles lächerlich, wenn man an den Tod denkt […] Der Staat ist ein Gebilde, das fortwährend zum Scheitern, das Volk ein solches, das ununterbrochen zur Infamie und zur Geistesschwäche verurteilt ist. Das Leben Hoffnungslosigkeit, an die sich die Philosophien anlehnen, in welcher alles letzten Endes verrückt werden muß. Wir sind Österreicher, wir sind apathisch; wir sind das Leben als das gemeine Desinteresse am Leben, wir sind in dem Prozess der Natur der Größenwahn-Sinn der Zukunft.“

Durch die Reaktion des Unterrichtsministers Theodor Piffl-Perčević sowie durch dessen Laudatio fühlte sich Bernhard seinerseits brüskiert. In Artikeln und öffentlichen Stellungnahmen verbreiteten der Autor und sein Verleger Siegfried Unseld ihre Sicht des Geschehens; dies wiederum löste Reaktionen von staatlicher Seite aus. So wurde der Festakt zur Verleihung des Anton Wildgans-Preises an Bernhard abgesagt. Bernhard verarbeitete dieses Geschehen in seinen Büchern Wittgensteins Neffe und Meine Preise.
1972 kam es bei der Uraufführung seines Stückes Der Ignorant und der Wahnsinnige im Rahmen der Salzburger Festspiele zum Bruch mit der Festspielleitung, weil Bernhard am Ende der Aufführung absolute Dunkelheit verlangte und folglich entgegen feuerpolizeilichen Bestimmungen die Löschung des Notlichts forderte. Peymann und Bernhard verweigerten nach der Premiere weitere Aufführungen. Der Vorfall wird in Bernhards Stück Der Theatermacher thematisiert.
Im September 1985 warf ihm anlässlich der Uraufführung des Schauspiels Der Theatermacher (zu dessen Hauptmotiven ebenfalls das Löschen des Notlichts zählt) bei den Salzburger Festspielen der damalige Finanzminister Franz Vranitzky in Anspielung auf die Kultursubventionen vor, „sich unter Einstreichung guter Steuerschillinge die eigene Verklemmung über dieses Land vom Leib zu schreiben“.
Ein weiterer Skandal mit Publikumswirksamkeit war der um seinen 1984 veröffentlichten Roman Holzfällen, Bernhards Auseinandersetzung mit Gerhard Lampersberg und seinem Kreis, die in der Beschlagnahme des Buches gipfelte.
Am meisten und auch am emotionalsten wurde das Drama Heldenplatz diskutiert, das er zum 50. Jahrestag des „Anschlusses“ Österreichs an den NS-Staat geschrieben hatte. An diesem Stück, einem Psychogramm der österreichischen Gesellschaft und ihres latenten Antisemitismus, entzündete sich schon Wochen vor der Premiere 1988 am Wiener Burgtheater eine wüste Kampagne. Alle Versuche, Peymanns Inszenierung zu verbieten oder zu hintertreiben, scheiterten jedoch. Das Stück wurde zum triumphalen Erfolg – einem der größten, die das Burgtheater in der Direktion Peymanns erlebte.
Zum letzten Mal sorgte Bernhard nach seinem Tod im Februar 1989 mit seinem Testament für Aufregung, in dem er ein allgemeines Aufführungs- und Publikationsverbot aller seiner Werke innerhalb der Grenzen Österreichs verfügt hatte.

## Auszeichnungen
- 1964: Julius-Campe-Preis, richtig: Julius-Campe-Stipendium, gemeinsam mit Gisela Elsner und Hubert Fichte
- 1965: Literaturpreis der Freien Hansestadt Bremen, für Frost
- 1967: Literarische Ehrengabe des Kulturkreises im Bundesverband der Deutschen Industrie
- 1968: Österreichischer Förderungspreis für Literatur, für Frost[29]
- 1968: Anton-Wildgans-Preis[30]
- 1970: Georg-Büchner-Preis
- 1972: Franz-Theodor-Csokor-Preis
- 1972: Grillparzer-Preis, für Ein Fest für Boris
- 1972: Adolf-Grimme-Preis für das interessanteste Experiment für Der Italiener (zusammen mit Gérard Vandenberg und Ferry Radax)
- 1974: Hannoverscher Dramatikerpreis
- 1974: Prix Séguier
- 1976: Literaturpreis der Österreichischen Bundeswirtschaftskammer, für Der Keller
- 1983: Premio Letterario Internazionale Mondello
- 1987: Antonio-Feltrinelli-Preis (Preis abgelehnt)[31]
- 1988: Prix Médicis, für Alte Meister

## Rezeption
Unter dem Einfluss der Arbeit Bernhards stehen und standen viele deutschsprachige Literaten und Künstler. Einer der wenigen bekennenden Bernhard-Verehrer zu Lebzeiten war der Kabarettist Hanns Dieter Hüsch, der Ende der 1970er Jahre seine Alter-Ego-Figur „Hagenbuch“ stilistisch ganz offen auf Bernhards Kunst, Figuren in verschachtelten Gedankensprüngen erzählen zu lassen, begründete.
Neben den sehr intensiv dargebotenen Bühnenfiguren, den Themen, der Gedankenführung und Sprache des Kabarettisten Georg Schramm stellt auch der Titel seines seit 2005 aufgeführten Programms „Thomas Bernhard hätte geschossen“ den direkten Bezug zu Bernhards Werk her.
In seiner Parodie „Aus den Verliesen des Suhrkamp-Verlags“ imitiert Antonio Fian die Sprache Thomas Bernhards.
Seit 2022 untersucht das Projekt GlobalBernhard an der Universität Wien die verschiedenen Formen literarischer Resonanz und Stellungnahmen, die Thomas Bernhards Werk unter internationalen Autorinnen und Autoren ausgelöst hat.

## Internationale Thomas Bernhard Gesellschaft
Die Internationale Thomas Bernhard Gesellschaft (ITBG) wurde am 11. Februar 1999 gegründet, heute ist ihr Sitz in Gmunden. Sie versteht sich „als internationales Forum zum Austausch von Informationen und zur Vermittlung von Kontakten“, das einer „interessierten Öffentlichkeit im In- und Ausland eine differenzierte Begegnung mit dem literarischen Werk und der Person Thomas Bernhards“ ermöglichen soll. Seit 2024 ist die Komparatistin und Kulturwissenschaftlerin Juliane Werner Präsidentin der ITBG.
In einem Kooperationsprojekt der ITBG mit der ÖAW (Österreichische Akademie der Wissenschaften) und dem Suhrkamp Verlag wurde an der Forschungsstelle Thomas Bernhard am Austrian Centre for Digital Humanities and Cultural Heritage mit thomas bernhard in translation die „erste Online-Datenbank sämtlicher publizierter Übersetzungen der Werke Thomas Bernhards“ realisiert. Aktuell umfasst sie über 1000 Einträge in 42 Sprachen.

## Umgang mit dem Aufführungsverbot
Thomas Bernhards Halbbruder und Universalerbe Peter Fabjan gestattete zunächst die weitere Aufführung bereits im Spielplan befindlicher Bernhard-Inszenierungen, was vor allem dem Wiener Burgtheater unter seinem damaligen Direktor Claus Peymann zugutekam, das zum Zeitpunkt von Bernhards Tod vier seiner Stücke im Repertoire hatte.
Später erlaubte er Ausnahmen von der testamentarischen Verfügung, so dass ab 1999 Neuinszenierungen von Bernhards Dramen möglich wurden. Bernhards Verbot „jede[r] Einmischung“ und „jede[r] Annäherung dieses österreichischen Staates“ gegenüber seiner Person und seinem Werk wird in den öffentlichen Veranstaltungen dadurch Rechnung getragen, dass diese ohne die Patronanz und ohne Anwesenheit von Politikerprominenz stattfinden.

## Nachlass
Für den Nachlass Thomas Bernhards, etwa 20.000 Originaldokumente, gründete dessen Erbe Peter Fabjan 1998 die Thomas Bernhard-Privatstiftung. Der Literaturwissenschaftler Martin Huber begann mit der Aufarbeitung der Schriften. 2001 zog das Thomas Bernhard-Archiv, unterstützt durch das Land Oberösterreich, in die denkmalgeschützte Kleine Villa Toscana in Gmunden.
In Zusammenarbeit mit dem Cheflektor des Suhrkamp Verlages Raimund Fellinger, Wendelin Schmidt-Dengler sowie Martin Huber und zahlreichen Mitarbeitern wurde bis Dezember 2015 eine zweiundzwanzigbändige Werkausgabe Thomas Bernhards erstellt.
Von 2015 bis 2018 wurden die Dokumente des Archivs für die Österreichische Akademie der Wissenschaften digital erfasst. Das Archiv befand sich seit 2015 wieder in Thomas Bernhards ehemaliger Wohnung in Gmunden.
2022 wurde der literarische Nachlass von Thomas Bernhard für 2,1 Millionen Euro für das Österreichische Literaturarchiv erworben. Davon wurden 1,6 Millionen Euro vom Bundesministerium für Kunst, Kultur, öffentlichen Dienst und Sport getragen, 500.000 Euro übernahm die Österreichische Nationalbibliothek. Die wissenschaftliche Erschließung und Verarbeitung des Nachlasses erfolgt im Rahmen der Forschungsstelle Thomas Bernhard an der Österreichischen Akademie der Wissenschaften, die Anfang 2024 ihren Betrieb aufnahm.

## Erinnerung
Seit 2024 sammelt die Internationale Thomas Bernhard Gesellschaft Erinnerungsorte rund um Thomas Bernhard, darunter Gedenktafeln, Wanderwege und nach ihm benannte Straßen wie u. a. in der Scherzhauserfeldsiedlung im Salzburger Stadtteil Lehen, wo Bernhard eine Ausbildung zum Einzelhandelskaufmann absolvierte, oder in der Gemeinde Ottnang am Hausruck, in der Bernhard ein Haus besessen hat.
Die Band Wiener Blond besingt Thomas Bernhard und sein Lieblingscafé Café Bräunerhof in einem Lied.
2025 veröffentlichte Bernhards Halbschwester Susanne Kuhn das Buch Drei Wochen mit Thomas Bernhard in Torremolinos: Eine Reise und ihre Vorgeschichte.

## Werke
- Auf der Erde und in der Hölle. Gedichte. 1957
- Köpfe. Kammeroper. 1957. Musik: Gerhard Lampersberg. UA 1959.
- In hora mortis. Gedichte. 1958.
- Unter dem Eisen des Mondes. Gedichte. 1958.
- die rosen der einöde. Ballett mit Stimmen. Musik: Gerhard Lampersberg. 1959, UA 1995.
- Die Irren. Die Häftlinge. Prosagedichtband. Privatdruck 1962, erneut veröffentlicht 1988.
- Der Kulterer. Erzählung. 1962
- Frost. Roman. 1963
- Amras. Erzählung. 1964.
- Der Italiener. Fragment. Erzählung. 1965.
- Viktor Halbnarr. Ein Wintermärchen. Kindergeschichte. 1966.
- Verstörung. Roman. 1967.
- Prosa. Erzählungen. 1967
- Ungenach. Erzählung. 1968.
- Der Hutmacher. Erzählung. 1968 (nur als Lesung veröffentlicht).
- Watten. Ein Nachlaß. Erzählung. 1969.
- Ereignisse. Prosaskizzen. 1969.
- An der Baumgrenze. Erzählung. 1969.
- Das Kalkwerk. Roman. 1970.
- Ein Fest für Boris. Drama. 1970 (UA im Deutschen Schauspielhaus Hamburg, Regie Claus Peymann).
- Gehen. Erzählung. 1971.
- Midland in Stilfs. Erzählungen. 1971.
- Der Italiener. Drehbuch für den gleichnamigen Film (1972) von Ferry Radax. 1971.
- Der Ignorant und der Wahnsinnige. Drama. 1972 (UA bei den Salzburger Festspielen, Regie Claus Peymann).
- Der Kulterer. Drehbuch für den gleichnamigen Film. 1974.
- Die Jagdgesellschaft. Drama. 1974 (UA am Burgtheater Wien, Regie Claus Peymann).
- Die Macht der Gewohnheit. Schauspiel. 1974 (UA bei den Salzburger Festspielen, Regie Dieter Dorn).
- Die Ursache. Eine Andeutung. Autobiografische Erzählung. 1975.
- Korrektur. Roman 1975.
- Der Präsident. Drama. 1975 (UA am Akademietheater Wien, Regie: Ernst Wendt).
- Der Keller. Eine Entziehung. Autobiografische Erzählung. 1976.
- Die Berühmten. Schauspiel. 1976 (UA bei den Wiener Festwochen durch das Burgtheater, Regie Peter Lotschak).
- Minetti. Ein Portrait des Künstlers als alter Mann. Drama. 1977 (UA am Staatstheater Stuttgart, Regie Claus Peymann).
- Der Atem. Eine Entscheidung. Autobiografische Erzählung. 1978.
- Der Stimmenimitator. Kurzprosasammlung. 1978.
- Ja. Erzählung. 1978.
- Immanuel Kant. Schauspiel. 1978 (UA am Staatstheater Stuttgart, Regie Claus Peymann).
- Der Weltverbesserer. Schauspiel. 1979 (UA 1981 am Schauspielhaus Bochum, Regie Claus Peymann).
- Vor dem Ruhestand. Eine Komödie von deutscher Seele. Schauspiel. 1979 (UA am Staatstheater Stuttgart, Regie Claus Peymann).
- Die Erzählungen. 1979.
- Die Billigesser. Erzählung. 1980.
- Die Kälte. Eine Isolation. Autobiografische Erzählung. 1981.
- Ave Vergil. Gedichtzyklus. 1981 (entstanden Ende der 1950er Jahre).
- Über allen Gipfeln ist Ruh. 1981 (UA bei den Ludwigsburger Festspielen, Regie Alfred Kirchner).
- Am Ziel. Schauspiel. 1981 (UA bei den Salzburger Festspielen, Regie Claus Peymann).
- Ein Kind. Autobiografische Erzählung. 1982.
- Beton. Roman. 1982.
- Wittgensteins Neffe. Eine Freundschaft. Erzählung. 1982.
- Der Untergeher. Roman. 1983.
- Der Schein trügt. Drama. 1983 (UA Januar 1984 am Schauspielhaus Bochum, Regie Claus Peymann).
- Holzfällen. Eine Erregung. Roman. 1984.
- Der Theatermacher. Schauspiel. 1984 (UA 1985 bei den Salzburger Festspielen, Regie Claus Peymann).
- Ritter, Dene, Voss. Schauspiel. 1984 (UA 1986 bei den Salzburger Festspielen, Regie Claus Peymann).
- Alte Meister. Komödie. Roman. 1985.
- Auslöschung. Ein Zerfall. Roman. 1986.
- Einfach kompliziert. 1986 (UA am Schillertheater Berlin, Regie Klaus André).
- Die Mütze. Erzählung. 1986 (entstanden 1966, Erstveröffentlichung in Prosa, 1967).
- Elisabeth II. Drama. 1987 (UA 1989 im Schillertheater Berlin, Inszenierung Niels-Peter Rudolph).
- Heldenplatz. Drama. 1988 (UA am Burgtheater Wien, Regie Claus Peymann).
- Der deutsche Mittagstisch. Dramolette. 1988 (UA am Schauspielhaus Bochum, Regie Claus Peymann).
- In der Höhe. Rettungsversuch, Unsinn. Teil des 1959 geschriebenen, unveröffentlichten Romans Schwarzach St. Veit. 1989.
- Claus Peymann kauft sich eine Hose und geht mit mir essen. Drei Dramolette. 1990.

### Werkausgaben und kritische Ausgaben
- Thomas Bernhard: Werke in 22 Bänden. Hrsg. von Wendelin Schmidt-Dengler und Martin Huber. Suhrkamp, Frankfurt am Main 2003 ff., jeweils mit Einzel-ISBN.
- Thomas Bernhard: Wittgensteins Neffe. Volltext, Materialien zur Textgenese und Register. Digitale Edition am Austrian Centre for Digital Humanities and Cultural Heritage, 2022, online.
- Thomas Bernhard: Heldenplatz. Volltext, Materialien zur Textgenese, Register und Timeline zur Rezeptionsgeschichte. Digitale Edition am Austrian Centre for Digital Humanities and Cultural Heritage, 2024, online.

### Postum erschienen
- Meine Preise. Mit einer editorischen Notiz von Raimund Fellinger. Suhrkamp, Frankfurt am Main 2009, ISBN 978-3-518-42055-3.
- Goethe schtirbt. Erzählungen. Suhrkamp, Berlin 2010, ISBN 978-3-518-42170-3.[45]
- Der Wahrheit auf der Spur. Reden, Leserbriefe, Interviews, Feuilletons. Herausgegeben von Wolfram Bayer, Raimund Fellinger und Martin Huber. Suhrkamp, Berlin 2011, ISBN 978-3-518-42214-4.
- Argumente eines Winterspaziergängers. Zwei Fragmente zu „Frost“. Herausgegeben von Raimund Fellinger und Martin Huber. Berlin 2013, ISBN 978-3-518-73034-8.

### Briefwechsel
- Raimund Fellinger, Martin Huber, Julia Ketterer (Hrsg.): Thomas Bernhard – Siegfried Unseld. Der Briefwechsel. Suhrkamp Verlag, Frankfurt am Main 2009, ISBN 978-3-518-41970-0.
- Raimund Fellinger, Martin Huber (Hrsg.): Thomas Bernhard – Gerhard Fritsch. Der Briefwechsel. Korrektur Verlag, Mattighofen, Oberösterreich 2013, ISBN 978-3-9503318-1-3.[46]
- Raimund Fellinger (Hrsg.): Anneliese Botond – Briefe an Thomas Bernhard. Korrektur Verlag, Mattighofen, Oberösterreich 2018, ISBN 978-3-9503318-8-2.[47]
- Karl Ignaz Hennetmair: Thomas Bernhard – Karl Ignaz Hennetmair. Ein Briefwechsel. 1965–1974. Verlag Bibliothek der Provinz, Weitra 1994, ISBN 3-85252-025-8.

## Bearbeitungen einzelner Werke

### Audioproduktionen
- Autobiographische Schriften, Radio Bremen/ MDR/ SWR/ RBB/ hr/ Der Audio Verlag (DAV), Berlin, 2010, ISBN 978-3-89813-988-5 (Lesung, 15 CD, 1122 Min.)
  - Der Atem, gelesen von Wolfram Berger, SWR/ Der Audio Verlag (DAV), Berlin, 2010, ISBN 978-3-89813-987-8 (Lesung, 3 CD, 223 Min.)
  - Ein Kind, gelesen von Gert Voss, hr/ Der Audio Verlag (DAV), Berlin, 2010, ISBN 978-3-89813-983-0 (Lesung, 3 CD, 254 Min.)
  - Die Ursache, gelesen von Ulrich Matthes, Radio Bremen/ Der Audio Verlag (DAV), Berlin, 2010, ISBN 978-3-89813-986-1 (Lesung, 3 CD, 233 Min.)
  - Der Keller, gelesen von Peter Simonischek, MDR/ Der Audio Verlag (DAV), Berlin, 2010, ISBN 978-3-89813-984-7 (Lesung, 3 CD, 210 Min.)
  - Die Kälte, gelesen von Burghart Klaußner, RBB/ Der Audio Verlag (DAV), Berlin, 2010, ISBN 978-3-89813-985-4 (Lesung, 3 CD, 201 Min.)
- Beton, Gemeinschaftsproduktion des Deutschlandfunks mit dem Österreichischen Rundfunk 2005, unter der Regie von Ulrich Gerhardt und mit Peter Simonischek (Hörspielversion des Romans)
- Der Theatermacher, erstmals als Hörspiel. Musik: Peter Kaizar unter der Regie von Leonhard Koppelmann mit Peter Simonischek, Brigitte Karner und Kaspar Simonischek (ORF 2022 | 80 Min.)[48]

### Comics
- Thomas Bernhard – Die unkorrekte Biografie. Gezeichnet von Nicolas Mahler. Suhrkamp, Berlin 2021, ISBN 978-3-518-47125-8.
- Alte Meister. Gezeichnet von Nicolas Mahler. Herausgegeben von Andreas Platthaus. Suhrkamp, Berlin 2011, ISBN 978-3-518-46293-5.
- Der Weltverbesserer. Gezeichnet von Nicolas Mahler. Suhrkamp, Berlin 2014, ISBN 978-3-518-46540-0.[49]
- Die Ursache. Gezeichnet von Lukas Kummer. Residenz, Salzburg 2018, ISBN 978-3-7017-1693-7.[50]
- Der Keller. Gezeichnet von Lukas Kummer. Residenz, Salzburg 2019, ISBN 978-3-7017-1716-3.
- Der Atem. Gezeichnet von Lukas Kummer. Residenz, Salzburg 2021, ISBN 978-3-7017-1746-0.
- Die Kälte. Gezeichnet von Lukas Kummer. Residenz, Salzburg 2023, ISBN 978-3-7017-1773-6.
- Ein Kind. Gezeichnet von Lukas Kummer. Residenz, Salzburg 2024, ISBN 978-3-7017-1795-8.

### Verfilmungen
- Der Italiener. Ein Film von Ferry Radax, nach einer Erzählung von Thomas Bernhard, 1972.
- Der Kulterer. Ein Film von Vojtěch Jasný, nach einer Erzählung von Thomas Bernhard, 1974.

### Vertonungen
- Helmut Oehring: KALKWERK (2012/13), instrumentales Theater für Streichquintett und Vokalisten auf den gleichnamigen Roman von Thomas Bernhard unter Verwendung von Musiken Franz Schuberts. UA: Februar/März 2013 im Radialsystem V in Berlin / Biennale Salzburg mit dem ensemble mosaik
- Hubert Steppan: DIE ZEIT IST AUSGELÖSCHT, O HERR; Text aus „In hora mortis“ von Thomas Bernhard. Vertonung als Lied für mittlere Stimme und Klavier (Op. 337) und als Orchesterlied für mittlere Stimme und Orchester (Op. 338); beide Werke St. Paul/Salzburg, 2005.

## Dokumentarfilme
- Ferry Radax: Thomas Bernhard – Drei Tage. Filmporträt, 1970.
- Thomas Bernhard. Eine Herausforderung. Monologe auf Mallorca. Ein Portrait von Krista Fleischmann. Dokumentarfilm, ORF, 1981.
- Thomas Bernhard. Ein Widerspruch. Die Ursache bin ich selbst. Ein Portrait von Krista Fleischmann in Madrid. Dokumentarfilm, ORF, 1986.
- Das war Thomas Bernhard. Fernsehdokumente 1967–1988. Dokumentarfilm, Österreich, 1994, 50 Min., Buch und Regie: Krista Fleischmann, Produktion: ORF, Inhaltsangabe von 3sat.
- Thomas Bernhard. Die Kunstnaturkatastrophe. Eine Topographie. Dokumentarfilm, Deutschland, 2010, 52 Min., Buch und Regie: Norbert Beilharz, Produktion: Eikon Südwest, WDR, arte, Erstsendung: 7. Februar 2011 bei arte, Inhaltsangabe von ARD u. a. mit Daniel Kehlmann und Stefan Hunstein.

### Gesamtdarstellungen
- Jens Dittmar (Hrsg.): Thomas Bernhard. Werkgeschichte. Suhrkamp, Frankfurt am Main 1990, ISBN 3-518-38502-X.
- Clemens Götze: „Es ist alles lächerlich, wenn man an den Tod denkt“. Studien zum Werk Thomas Bernhards. Tectum, Marburg 2011, ISBN 978-3-8288-2672-4.
- Joachim Hoell: Thomas Bernhard. dtv, München 2000, ISBN 3-423-31041-3.
- Hans Höller: Thomas Bernhard. Rowohlt, Reinbek bei Hamburg 1993, ISBN 3-499-50504-5.
- Gitta Honegger: Thomas Bernhard. „Was ist das für ein Narr?“ Propyläen, München 2003, ISBN 3-549-07168-X.
- Bernhard Judex: Thomas Bernhard. Epoche – Werk – Wirkung. C. H. Beck, München 2010, ISBN 978-3-406-60684-7.
- Micaela Latini: Die Korrektur des Lebens. Studien zu Thomas Bernhard, Königshausen & Neumann, Würzburg 2017, ISBN 978-3-8260-6223-0.
- Andreas Maier: Die Verführung. Thomas Bernhards Prosa. Wallstein, Göttingen 2004, ISBN 3-89244-859-0.
- Sabine Mair: „Werner Schwab. Thomas Bernhard. Ein Versuch.“ Innsbruck, Univ., Dipl.-Arb. 1999.
- Manfred Mittermayer: Thomas Bernhard. Leben Werk Wirkung. Suhrkamp, Frankfurt am Main 2006, ISBN 3-518-18211-0.
- Manfred Mittermayer: Thomas Bernhard. Metzler, Stuttgart 1995, ISBN 3-476-10291-2.
- Alfred Pfabigan: Thomas Bernhard. Ein österreichisches Weltexperiment. Zsolnay, Wien 1999, ISBN 3-552-04921-5.
- Johannes Frederik G. Podszun: Untersuchungen zum Prosawerk Thomas Bernhards. Die Studie und der Geistesmensch. Entwicklungstendenzen in der literarischen Verarbeitung eines Grundmotivs. Peter Lang, Frankfurt am Main 1998, ISBN 3-631-33979-8.
- Wendelin Schmidt-Dengler: Der Übertreibungskünstler – Studien zu Thomas Bernhard. 4., erweiterte Auflage. Sonderzahl, Wien 2010, ISBN 978-3-85449-327-3.
- Wieland Schmied: Auersbergers wahre Geschichte und andere Texte über Thomas Bernhard. Bibliothek der Provinz, Weitra 2014, ISBN 978-3-99028-258-8.
- Frank Schwamborn: Thomas Bernhard. Eine manieristische Weltverblüffung, Iudicium Verlag, München 2023, ISBN 978-3-86205-647-7.

### Zu Einzelaspekten
- Stefano Apostolo: Thomas Bernhards unveröffentlichtes Romanprojekt „Schwarzach St.Veit“: das Konvolut, die Fassungen und ihre Deutung. Mattighofen: Korrektur Verlag 2019, ISBN 978-3-9504476-4-4.
- Michael Billenkamp: Thomas Bernhard. Narrativik und poetologische Praxis. Heidelberg 2008, ISBN 978-3-8253-5508-1.
- Manuela Dressel: Thomas Bernhard und seine Verleger. Wien: danzig & unfried 2014, ISBN 978-3902752062
- Ilija Dürhammer: Homoerotische Subkulturen im Schubert-Kreis, bei Hugo von Hofmannsthal und Thomas Bernhard. Böhlau, Wien 2006, ISBN 3-205-77462-0.
- Ria Endres: Am Ende angekommen – Dargestellt am wahnhaften Dunkel der Männerporträts des Thomas Bernhard. S. Fischer, Frankfurt am Main 1980, ISBN 3-596-22311-3.
- Clara Ervedosa: Vor den Kopf stoßen. Das Komische als Schock im Werk Thomas Bernhards. Aisthesis, Bielefeld 2008, ISBN 978-3-89528-647-6,
- Benedikt Fuchs: Die politischen Haltungen im Leben und im Werk von Thomas Bernhard. Diplomarbeit an der Universität Wien, Wien 2010. (Volltext (PDF; 93 S.; 842 kB) (PDF; 822 kB))
- Michael Grabher: Der Protagonist im Erzählwerk Thomas Bernhards. Kovac, Hamburg 2004, ISBN 3-8300-1408-2.
- Carola Gruber: Ereignisse in aller Kürze. Narratologische Untersuchungen zur Ereignishaftigkeit in Kürzestprosa von Thomas Bernhard, Ror Wolf und Helmut Heißenbüttel. Transcript Verlag, Bielefeld 2013.
- Christian Katzschmann: Selbstzerstörer. Suizidale Prozesse im Werk Thomas Bernhards. Böhlau Verlag, Köln 2003, ISBN 3-412-07103-X.
- Kay Link: Die Welt als Theater – Künstlichkeit und Künstlertum bei Thomas Bernhard. Akademischer Verlag Stuttgart, Stuttgart 2000, ISBN 3-88099-387-4.
- Eckhart Nickel: Flaneur – Die Ermöglichung der Lebenskunst im Spätwerk Thomas Bernhards. Manutius, Heidelberg 1997, ISBN 3-925678-72-7.
- Tim Reuter: „Vaterland, Unsinn“. Thomas Bernhards (ent-)nationalisierte Genieästhetik zwischen Österreich-Gebundenheit und Österreich-Entbundenheit. Königshausen & Neumann, Würzburg 2013, ISBN 978-3-8260-5086-2.
- Norbert W. Schlinkert: Wanderer in Absurdistan: Novalis, Nietzsche, Beckett, Bernhard und der ganze Rest. Eine Untersuchung zur Erscheinung des Absurden in Prosa. Königshausen & Neumann, Würzburg 2005, ISBN 3-8260-3185-7, S. 96–114.
- Nico Schulte-Ebbert: Die Gewalt des Anderen. Aggression und Aggressivität bei Thomas Bernhard. Logos Verlag, Berlin 2015, ISBN 978-3-8325-4130-9.
- Jan Süselbeck: Das Gelächter der Atheisten. Zeitkritik bei Arno Schmidt und Thomas Bernhard. Stroemfeld, Frankfurt am Main 2006, ISBN 3-86109-176-3.

### Zum Theaterschaffen
- Maria Fialik: Der konservative Anarchist. Thomas Bernhard und das Staats-Theater. Löcker, Wien 1991, ISBN 3-85409-189-3.
- Clemens Götze: „Die eigentliche Natur und Welt ist in den Zeitungen“. Geschichte, Politik und Medien im dramatischen Spätwerk Thomas Bernhards. Tectum, Marburg 2009, ISBN 978-3-8288-9858-5.
- Dirk Jürgens: Das Theater Thomas Bernhards. Peter Lang, Frankfurt am Main 1999, ISBN 3-631-34516-X.
- Martina Ochs: Eine Arbeit über meinen Stil / sehr interessant – Zum Sprechverhalten in Thomas Bernhards Theaterstücken. Peter Lang, Frankfurt am Main 2006, ISBN 3-631-55805-8.
- Johannes Windrich: TechnoTheater. Dramaturgie und Philosophie bei Rainald Goetz und Thomas Bernhard, München: Fink, 2007, Digitalisat.

### Biografisches
- Sepp Dreissinger (Hrsg.): Thomas Bernhard. Portraits. Bilder & Texte. Bibliothek der Provinz, Weitra 1991, ISBN 3-900878-63-3.
- Ilija Dürhammer, Pia Janke (Hrsg.): Der ‚Heimatdichter’ Thomas Bernhard. Holzhausen, Wien 1999, ISBN 3-85493-009-7.
- Ilija Dürhammer: Thomas Bernhard. Holz. Ein. Fall. Eine reale Fiktion. Kremayr & Scheriau, Wien 2004, ISBN 3-218-00722-4.
- Peter Fabjan: Ein Leben an der Seite von Thomas Bernhard. Ein Rapport. Suhrkamp, Berlin 2021, ISBN 978-3-518-42947-1.
- Manfred Mittermayer: Thomas Bernhard. Eine Biografie. Residenz, St. Pölten 2015, ISBN 978-3-7017-3364-4.
- Erika Schmied, Wieland Schmied: Thomas Bernhards Welt. Schauplätze seiner Jugend. Residenz, Salzburg 1999, ISBN 3-7017-1155-0.
- Erika Schmied, Wieland Schmied: Thomas Bernhard. Leben und Werk in Bildern und Texten. Residenz, St. Pölten 2008, ISBN 978-3-7017-3089-6.
- Wieland Schmied, Erika Schmied: Thomas Bernhards Häuser. Residenz, Salzburg 1995, ISBN 3-7017-0952-1.
- Wieland Schmied, Erika Schmied: Thomas Bernhards Österreich. Residenz, Salzburg 1999.
- Harald Waitzbauer: Thomas Bernhard in Salzburg. Alltagsgeschichte einer Provinzstadt 1943–1955. Böhlau, Wien 1995, ISBN 3-205-98424-2.:
- Michael Weithmann: „Das Schauspiel war eine vollkommene Tragödie“. Thomas Bernhard und der „Air Crash“ auf Tettelham 1944. In: Literatur in Bayern. Nr. 100, München 2010, ISSN 0178-6857.[51]

Gespräche
- Thomas Bernhard – Eine Begegnung. Gespräche mit Krista Fleischmann. Edition S (Österreichische Staatsdruckerei), Wien 1991, ISBN 3-7046-0184-5
Begleitbuch zu den beiden Videokassetten Thomas Bernhard – Eine Herausforderung. Monologe auf Mallorca 1981 und Thomas Bernhard – Ein Widerspruch. „Die Ursache bin ich selbst“ (Madrid 1986) (siehe Abschnitt „Dokumentarfilme“).
- Thomas Bernhard, Peter Hamm: ‚Sind Sie gern böse?‘ – Ein Nachtgespräch zwischen Thomas Bernhard und Peter Hamm. Suhrkamp, Berlin 2011, ISBN 978-3-518-42188-8.
- Kurt Hofmann: Aus Gesprächen mit Thomas Bernhard. Mit Photographien von Sepp Dreissinger und Emil Fabjan und einer Vorbemerkung des Verlags. Löcker, Wien 1988, ISBN 3-85409-119-2.
- André Müller: Im Gespräch mit Thomas Bernhard. Bibliothek der Provinz, Weitra 1992, ISBN 3-900878-64-1.
auch in: Über die Fragen hinaus. dtv, München 1998, ISBN 3-423-12590-X.

Personen im Umfeld
- Max Bläulich, Karl Ignaz Hennetmair: » … das größte Scheusal, das mir je untergekommen ist «. Karl Ignaz Hennetmair über Thomas Bernhard, Tartin Editionen, Salzburg 2002, ISBN 3-902163-09-7.
- Rudolf Brändle: Zeugenfreundschaft. Erinnerungen an Thomas Bernhard. Residenz, Salzburg 1999, ISBN 3-7017-1140-2.
- Manuela Dressel: Thomas Bernhard und seine Verleger. danzig & unfried, Wien 2014, ISBN 978-3-902752-06-2.
- Maria Fialik: Der Charismatiker. Thomas Bernhard und die Freunde von einst. Löcker, Wien 1992, ISBN 3-85409-211-3.
- Dorett Funcke: Der abwesende Vater – Wege aus der Vaterlosigkeit. Der Fall Thomas Bernhard. LIT, Münster 2007, ISBN 978-3-8258-0260-8.
- Karl Ignaz Hennetmair: Ein Jahr mit Thomas Bernhard. Das versiegelte Tagebuch 1972. Residenz Verlag, Salzburg 2000, ISBN 3-7017-1207-7. (als Hörbuch: Gelesen von Karl Ignaz Hennetmair und Peter Simonischek, 2 CDs, Textfassung und Regie: Wolfgang Stockmann, Hoffmann und Campe, Hamburg 2001, ISBN 3-455-30273-4).
- Martin Huber, Manfred Mittermayer, Peter Karlhuber (Hrsg.): Thomas Bernhard und seine Lebensmenschen – der Nachlaß. Ausstellungskatalog. Adalbert-Stifter-Institut des Landes Oberösterreich, Linz 2001, ISBN 3-900424-25-X.
- Louis Huguet: Chronologie. Johannes Freumbichler – Thomas Bernhard. Genealogie Thomas Bernhards. Übersetzt und redigiert von Renate Langer. Bibliothek der Provinz, Weitra 1995, ISBN 3-85252-066-5.
- Johann Maxwald: Thomas Bernhard. Mein eigentümlicher Nachbar. LIT, Münster 2005, ISBN 3-00-015623-2.
- Manfred Mittermayer (Hrsg.): Thomas Bernhard – Johannes Freumbichler – Hedwig Stavianicek. Bilder, Dokumente, Essays. Die Rampe Extra. Land Oberösterreich, Amt d. Oö. Landesregierung, Institut für Kulturförderung, Linz 1999, ISBN 3-85320-995-5.
- Erika Schmied, Hans Höller: Thomas Bernhard und der Tierpräparator Höller. (Essay, Fotos). Bibliothek der Provinz 2009, ISBN 978-3-85252-276-0.
- Gerald Jaritz: Aufzehren. Eine Annäherung. (Roman zu Thomas Bernhard am Tonhof). MyMorawa, ISBN 978-3-99129-826-7.